# Crinum graminicola
Crinum graminicola là một loài thực vật có hoa trong họ Amaryllidaceae. Loài này được I.Verd. mô tả khoa học đầu tiên năm 1953.